# Шарль Гондуан
Шарль Гондуан (фр. Charles Gondouin; 21 червня 1875, Париж - 24 грудня 1947, Париж) - французький регбіст і учасник змагань з перетягування канату, чемпіон і срібний призер літніх Олімпійських ігор 1900 року. Чемпіон Франції в 1900 і 1902 роках.
Співавтор книжки Le football: rugby, américain, association, яка описує три види футболу: американський футбол, регбі та футбол.

## Спортивна кар'єра
Під час своєї кар'єри репрезентував клуб Рейсінг Клаб де Франс, з яким і здобув титул чемпіона Франції в 1900 і 1902 році.
Разом із іншими паризькими спортсменами взяв участь у змаганнях з регбі на літніх Олімпійських іграх 1900. Виступив в одному змаганні, коли 28 жовтня команда Франції отримала перемогу над Великою Британією з рахунком 27:8. Вигравши два найважливіші поєдинки, Франція отримала золоту медаль.
16 липня, Шарль Гондуан, взяв участь в змаганнях по перетягуванні каната, під час яких французька команда здобула срібну медаль, програвши мішаній шведсько-дунській команді.
В роках 1913/1914, був суддею під час чемпіонату Франції по футболу. В цьому ж самому році, провів меч регбі між збірною Оксфорда і Кембридж. Завдяки цьому був названий першим міжнародним французьким суддею.